# Аглотков, Фёдор Николаевич
Фёдор Никола́евич Агло́тков (23 мая [5 июня] 1907, Валуйки, Воронежская губерния — 21 августа 1944, Констанца) — советский лётчик-торпедоносец морской авиации во время Великой Отечественной войны, Герой Советского Союза (5.11.1944). Гвардии капитан (4.05.1942).

## Биография
Родился 23 мая (5 июня) 1907 года в селе Новоездоцкое в семье рабочего. Русский. Член ВКП(б) с 1931 года. 
В Красной армии с 1929 года. Служил на срочной службе в 45-м артиллерийском полку в Украинском военном округе. В 1931 году его направили на учебу и в 1934 году окончил Одесскую артиллерийскую школу имени товарища Фрунзе. Однако сразу же после получения диплома в декабре 1934 года молодой командир-артиллерист вновь был направлен учиться дальше, но теперь уже на лётчика-наблюдателя.
В 1935 году окончил Школу морских лётчиков и лётчиков-наблюдателей ВВС РККА имени И. В. Сталина училище им. Сталина (Ейск). С декабря 1935 года служил лётчиком-наблюдателем в одной из воинских частей Ленинградского военного округа. 
В Военно-Морском Флоте с мая 1936 года, служил штурманом звена в 45-й авиационной эскадрилье ВВС Северного флота. С сентября 1938 года — штурман летающей лодки МБР-2 в 3-й отдельной авиационной эскадрилье, 119-м морском разведывательном авиационном полку и в 82-й отдельной морской разведывательной авиационной эскадрильи (ОМРАЭ) ВВС ЧФ, базировавшейся на Донузлав.
К 22 июня 1941 года — штурман отряда 82-й ОМРАЭ, лейтенант. С начала войны до 20 августа 1941 года совершил 18 вылетов на разведку и 4 вылета на бомбардировку румынского порта Сулин. С 20 августа по 2 декабря 1941 года совершил 52 боевых вылета, из них 43 ночью. Во время обороны Одессы бомбил румынские части в Беляевке, Маяках, Выгоде, Фрейндентале, а также переправы немецких войск через Днепр. Во время обороны Крыма бомбил части пр-ка в населённых пунктах Карт-Казак, Ново-Александровка, Ишунь, Григорьевка. При приближении немецких войск эскадрилья была переведена в Геленджик, откуда наносил бомбовые удары по аэродромам Марфовка и Керчь-2.
После переучивания на бомбардировщик ДБ-3 в феврале 1942 года направлен штурманом звена 2-й эскадрильи в 119-й морской разведывательный авиационный полк. С сентября 1942 года и до последнего дня жизни сражался в составе 5-го гвардейского минно-торпедного авиационного полка ВВС ЧФ. Летал в экипаже гвардии капитана Саликова. С 17 августа 1942 эскадрилья, действуя с аэродрома Геленджик, наносила бомбовые удары по колоннам противника, наступающим с Краснодара на Новороссийск. Вместе с поддержкой сухопутных войск во время обороны Новороссийска Фёдор Николаевич принял участие в налёте на порт Ялты 9 сентября 1942 года в составе 8 Ил-4 и 6 Ил-2 18-го штурмового авиаполка, в ходе которого были потоплены итальянские ТКА MAS571 и MAS573 и повреждены ТКА MAS569, 572 и 576, а также немецкие БДБ F125A и F134A. 10 сентября 1942 года в связи с приближением фронта 5-й гмтап перебазировался на аэродром Гудаута. К 24 сентября 1942 года в 5-м ГМТАП осталось всего 5 исправных самолётов и основной решаемой задачей стала дальняя воздушная разведка над Чёрным морем. 3 октября экипаж капитана Саликова вылетел на «одиночное крейсерство» к южному берегу Крыма. В районе Судака были обнаружены 4 немецких тральщика R33, R35, R36 и R163. Торпедная атака завершилась промахом. Также в октябре вылетал на минные постановки в район Феодосии и Керченского пролива. 19 декабря был ранен в ногу осколком снаряда зенитного орудия.
В начале 1943 года участвовал в дневных налётах на Тамань. 14-15 марта полк перебазировался обратно в Геленджик. 26 марта экипаж Саликова лидировал 4 торпедоносца Ил-4 в атаке вражеского конвоя (танкер «Продромос» и 4 БДБ: F122, F125, F144 и F340) в районе Донузлава. Все 4 торпеды прошли мимо. 30 марта 5-й ГМТАП всеми боеготовыми самолётами (18 Ил-4) нанёс удар по Севастопольской базе. Потоплена плавказарма «Евдокия», повреждён осколками румынский вспомогательный минзаг «Романия». Потери противника в личном составе составили пять убитых и 22 раненых немца, около 40 убитых и 70 раненых румын, а также девять «хиви». В мае перегонял новый самолёт из Иркутска. Всего до 5 августа 1943 года на самолёте Ил-4 совершил 181 боевой вылет, в том числе 65 ночью, из которых 11 вылетов на минирование. Привлекался к снабжению крымских партизан. 21 августа 1943 года назначен флагштурманом 1-й эскадрильи 5-го МТАП. Участвовал в поддержке десанта в Цемесской бухте 10 сентября 1943 года. 22 сентября экипаж Саликова сбросил высотную торпеду на конвой противника (бывший греческий танкер «Продромос», румынский минный заградитель «Адмирал Мургеску», немецкий тральщик R165 и хорватские малые охотники Uj2301, Uj2302 и Uj2304) в районе румынского порта Сулина. Атака, как и атака трёх «низких» торпедоносцев была безуспешной. 26 сентября принял участие в крупном налёте на Севастополь силами всей 1-й минно-торпедной авиадивизии, однако результаты удара были весьма незначительны. С 5 августа до 15 октября совершил 25 боевых вылетов, в том числе 5 на минную постановку.
В апреле 1944 года стал летать в экипаже гвардии капитана Чупрова — нового командира 1-й эскадрильи. К тому времени эскадрилья перебазировалась в Сокологорное. 24 апреля лидировал 6 Ил-4 в бомбоударе по немецкому конвою. Все 6 бомбардировщиков атаковали теплоход «Эрцгерцог Карл», однако он не пострадал. 10 мая 1944 года в 09:24 примерно в 60 км к юго-западу от Севастополя лидировал 3 высотных торпедоносца в атаке на вражеский конвой (теплоход «Тея», тральщики R35 и R164). Все 3 торпеды прошли мимо. В 14:45 лидировал 5 бомбардировщиков на удар по конвою барж «Танне» (противник потерь не понёс). А в 19:38 во главе трёх Ил-4 так же безрезультатно пробомбил другой конвой противника «Профет». 11 мая в 08:50 возглавлял пятёрку Ил-4, бомбивших конвой «Овидиу» (вспомогательный минзаг «Романия» и большой охотник Uj110) у мыса Херсонес, вероятно, был потоплен один паром «Зибель». В 14:10 примерно в 90 км к юго-западу от Севастополя тем же составом бомбили транспорт «Тисса», однако из-за противодействия истребителей противника попаданий не добились. Вылеты на бомбардировку конвое противника были также 12 и 13 мая. 23 мая полк перебазировался на «довоенный» аэродром Сарабуз. Всего с 15 октября 1943 до 14 июня 1944 года выполнил 8 вылетов на бомбометание и 10 вылетов на минную постановку.
Всего к июлю 1944 года штурман эскадрильи 5-го гвардейского минно-торпедного авиационного полка ВВС ЧФ (2-й гвардейской минно-торпедной авиационной дивизии ВВС Черноморского флота) гвардии капитан Ф. Н. Аглотков совершил 378 боевых вылетов, из которых 245 в ночное время. В числе вылетов: 194 на разведку, 121 на бомбовые удары (в том числе 12 по целям на территории Румынии), 26 на постановку минных заграждений, 11 на торпедирование, 9 на доставку грузов партизанам Крыма. На его боевом счету 4 уничтоженных танка, 2 бронемашины, 27 автомобилей, 3 зенитные и 2 артиллерийские батареи, 2 склада горючего, много другого вооружения и объектов на территории противника. На море в группе участвовал в потоплении 4 транспортов, 11 быстроходных десантных барж, а также в повреждении миноносца.
За эти подвиги тогда же, 12 июня 1944 года, был представлен к званию Героя Советского Союза.

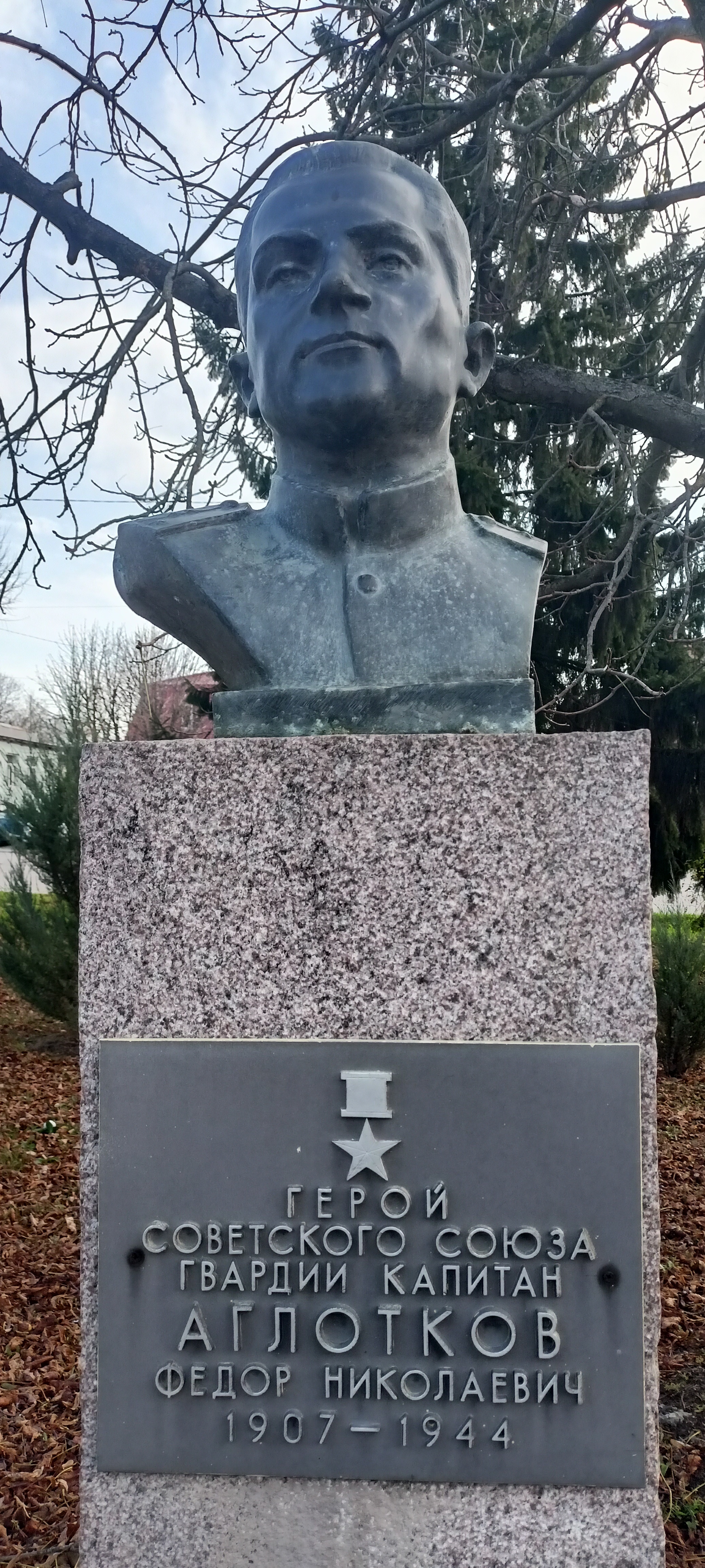
Бюст в Валуйках

Указом Президиума Верховного Совета СССР от 5 ноября 1944 года за образцовое выполнение заданий командования на фронте борьбы с немецкими захватчиками и проявленные при этом мужество и героизм, гвардии капитану Аглоткову Фёдору Николаевичу присвоено звание Героя Советского Союза.
Однако узнать о присвоении звания Героя лётчику не довелось. В ночь с 20 на 21 августа 1944 года во время удара по военно-морской базе Констанца (Румыния) 11 бомбардировщиков Ил-4 были атакованы парой ночных истребителей Bf.110G-4 из 8/NJG6 (8-го отряда 6-й эскадры ночных истребителей Люфтваффе). Самолёт Аглоткова был сбит. Погиб весь экипаж: командир 1-й эскадрильи гвардии капитан Чупров, штурман 1-й эскадрильи гвардии капитан Аглотков, начальник связи 1-й эскадрильи гвардии старший лейтенант Воробьёв, воздушный стрелок гвардии сержант Довбня.

## Награды
- Медаль «Золотая Звезда» Героя Советского Союза (5.11.1944)
- Орден Ленина (5.11.1944)
- Два ордена Красного Знамени (29.01.1942, 14.08.1943)
- Орден Отечественной войны I степени (20.11.1943)
- Медаль «За оборону Одессы»
- Медаль «За оборону Севастополя»